# Miyares
Miyares ist eines von 24 Parroquias Ort in der Gemeinde Piloña der autonomen Region Asturien in Spanien.
Die 204 Einwohner (2011) leben in 6 Dörfern auf einer Fläche von 3,95 km2, 7,5 km von Infiesto, dem Verwaltungssitz der Gemeinde Piloña entfernt. 

## Sehenswürdigkeiten
- Kirche „Iglesia de Santa María de la O“ in Miyares
- Kapelle „Capilla de la Virgen del Carmen“ in Miyares
- Kapelle „Capilla de la Encarnación“ in La Goleta
- Schloss „Palacio de Cutre“ in La Goleta

## Dörfer und Weiler in der Parroquia
- La Goleta - 79 Einwohner 2011 43° 22′ 25″ N, 5° 16′ 57″ W
- Miyares - 111 Einwohner 2011 43° 22′ 39″ N, 5° 17′ 53″ W
- El Cantil - 8 Einwohner 2011
- El Corral - unbewohnt 2011
- El Palacio - 6 Einwohner 2011
- El Pando -unbewohnt 2011 43° 22′ 41″ N, 5° 18′ 37″ W